# Ibtihal Salem
Ibtihal Salem, née le 11 août 1949 à Gizeh et morte le 15 août 2015 , est une nouvelliste, romancière et traductrice égyptienne.

## Biographie
Née en 1949 à Gizeh,, diplômée en psychologie de l'Université Ain Shams, au Caire, elle s'installe à Port-Saïd, ville que l'on retrouve dans ses ouvrages. Elle travaille à la radio et pour le théâtre. Ses textes (nouvelles et romans) sont publiés à partir de 1989. Ses œuvres reflètent ce qu'elle observe : la pauvreté, le chômage, les limites imposées à la liberté d'expression, les tabous autour de la sexualité... Elle traduit aussi des livres pour enfants, traduction du français et de l'anglais vers l'arabe.
Elle meurt en 2015, à 66 ans.

## Œuvres
Voir .

### Nouvelles
- Youm Ady Geddan (2009)
- Children of the Waters (2003)[6]
- Asfoor Ana (2002)
- Sir Al-Qitta Al-Ghamida (2001)
- Nakhb Iktimal al-Qamar (1997)
- Dunya Saghira (1992)
- Al Nawras (1989)

### Romans
- Al Sama' La Tomter Aheba (2008)
- Sunduq Saghir fi al-Qalb (2004)
- Nawafiz Zarqaa (2000)